# Claudia Kühn (Schauspielerin)
Claudia Kühn (* 14. Oktober 1969 in Hamburg) ist eine deutsche Schauspielerin.

## Leben
Ihre Schauspielausbildung machte sie von 1993 bis 1998. 1995 besuchte sie die Summerschool Royal Academy in London. Von 1995 bis 2000 absolvierte sie ihre Sprechausbildung. 1992–1998 machte sie ihre Gesangsausbildung mit den Schwerpunkten Jazz, Pop und Musical.

## Film- und Fernsehauftritte (Auswahl)
- 1994: „Sensin – Du bist es!“
- 1995: „Schnittpunkt“
- 1996: „Tod eines Feuerwehrmannes“
- 1996–1998: „ARD-Ratgeber: Technik“
- 1997: „Cut“
- 1998: „Immer geradeaus“
- 1998: „Sonja“
- 1999: „Die Rettungsflieger“
- 2000: „Tastes like tuna“
- 2000: „St. Angela“
- 2000: „Kontakt“
- 2001: „Koks oder nie“
- 2002: „Suche Mann für meine Frau“
- 2004–2005: „Hinter Gittern – Der Frauenknast“